# Trupanea dumosa
Trupanea dumosa är en tvåvingeart som först beskrevs av Munro 1940.  Trupanea dumosa ingår i släktet Trupanea och familjen borrflugor. Inga underarter finns listade i Catalogue of Life.